# Bloc national
Der Bloc national war eine Mitte-rechts-Koalition in der Dritten Republik Frankreichs, die von 1919 bis 1924 Bestand hatte.
Bei der Parlamentswahl 1919 traten für den Bloc national neben den gemäßigten Parteien Fédération républicaine, Alliance démocratique  und Alliance libérale einige radikal-rechte Gruppen an. Der Bloc national forderte die Fortsetzung der Union sacrée, die während des Ersten Weltkriegs bestand. Ideologisch verband die angehörigen Parteien vor allem der Patriotismus und die Angst vor dem Bolschewismus. Die Rechten stellten die Bedeutung der Veteranen in den Vordergrund und kritisierten den Friedensvertrag von Versailles als zu lasch. Paul Deschanel (Alliance démocratique) wurde Staatspräsident, wurde aber noch im selben Jahr aus Gesundheitsgründen durch den Konservativen Alexandre Millerand ersetzt. 1924 konnte das linke Lager (Cartel des gauches) die Wahl gewinnen. Dadurch brach die rechte Koalition auseinander.